# مایسینی (نیویورک)
مایسینی (به انگلیسی: Mycenae) یک منطقهٔ مسکونی در ایالات متحده آمریکا است که در شهرستان اونانداگا، نیویورک واقع شده‌است.